# Bavlna Sea Island

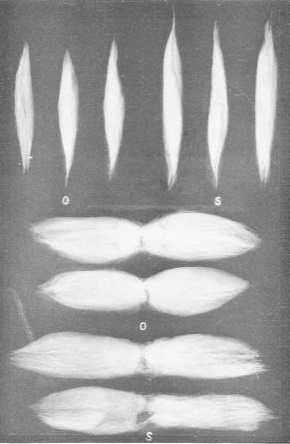
Stapl bavlny Sea Island: z původní sklizně (O) a z pokusně vypěstované rostliny (S)

Sea Island je obchodní označení pro vlákna získaná z bavlníku barbadoského pěstovaného na ostrovech před pobřežím Jižní Karolíny a Georgie v USA.
Bavlník pochází z Peru, odkud se dostal koncem 18. století na jihovýchod USA, kde jsou pro něj optimální podmínky k pěstování. Ze začátku 20. století je známý pěstitelský výzkum z pověření US ministerstva zemědělství, který měl mimo jiné přinést zvýšení délky vláken (viz snímek vpravo).
Ještě v polovině 20. století se zde sklízelo několik tisíc tun, na začátku 21. století však přichází z této oblasti jen několik balíků této raritní suroviny.

## Způsob pěstování a vlastnosti
Osev bavlníku sestává z tzv. černých semen, sklizeň se provádí zásadně ručně a vyzrňování na válcovém vyzrňovači.
Délka vláken se udává s 52–55 mm, jemnost 1,2 dtex (příze se dá průmyslově vyrábět do jemnosti cca 5 tex).
Roční sklizeň se na začátku 21. století udává mezi 100 a 2000 tunami (0,0004–0,008 % celosvětové spotřeby bavlny), za Sea Island se údajně platí až pětinásobek ceny jiných dlouhovlákenných bavln. 

## Použití
Specializované sdružení WISICA kontroluje sklizeň Sea Island a uděluje certifikát o původu vláken. Protože však druh bavlny ve výrobcích není snadno prokazatelný, je nabídka textilií údajně vyrobených ze Sea Island podstatně vyšší než množství certifikovaných vláken.
V obchodech s luxusním zbožím se nabízí např.:
Košile, halenky, ponožky aj.